# Sanatana Goswamin
Sanatana Goswamin (ang. Sanatana Goswami) (ur. w 1488 w Jessore, zm. w 1558 n.e. we Vrindavanie) to święty w gaudija wisznuizmie, jeden z przywódców grupy Sześciu Goswaminów, popularyzator bhaktijogi, pisarz i teolog.

## Życiorys
Był najstarszym synem Mukundy- prywatnego sekretarza sułtana Bengalu- Dżalaluddina Fateha Szacha. Nadano mu imię Amara (imię „Sanatana” otrzymał później od Ćajtanji Mahaprabhu), a jego braćmi byli: Rupa Goswamin i Śriwallabha- ojciec Dżiwy Goswamiego. Studiował retorykę i wedantę. Po śmierci ojca zmuszono go do objęcia stanowiska skarbnika (sakara mallika) na dworze nowego sułtana- Aluddina Hussajna Szacha, a jego brat Rupa musiał zostać prywatnym sekretarzem sułtana. Za pracę dla muzułmańskiego władcy Sanatana został wykluczony z ortodoksyjnej kasty bramińskiej.
W 1510 w Ramakeli Sanatana i jego dwaj bracia poznali Ćajtanję Mahaprabhu (uznawanego za jednego z awatarów Kryszny). Podczas tego spotkania bracia postanowili porzucić kariery i bogactwa oraz poświęcić się służbie Najwyższej Osobie Boga (Bhagawan), czyli Krysznie. Rupa zrezygnował ze stanowiska, jednak sułtan odmówił przyjęcia rezygnacji Sanatany i za nieposłuszeństwo wtrącił go do więzienia. Rupa przekupił strażników i umożliwił Sanatanie ucieczkę do Vrindavanu. W drodze Sanatana postanowił udać się do Varanasi, gdzie przebywał Ćajtanja. Przekazał on Sanatanie swoją doktrynę religijną w trzech punktach: sambandha (osobista relacja z Bogiem), abhidheja (metoda ożywienia tej relacji) i prajodżana (ostateczne osiągnięcie najwyższego celu w życiu). Polecił też Sanatanie, aby wyjechał do Vrindavanu i tam wykonał cztery zadania:
1) Napisać książki o nauce bhaktijogi, czyli wielbienia Kryszny
2) Odkryć miejsca boskich rozrywek Kryszny wokół Vrindavanu
3) Ustanowić stały kult wizerunku (murti) Kryszny we Vrindavanie
4) Opisać zasady właściwego postępowania dla wielbicieli Kryszny
Sanatana wykonał powierzone mu zadania i odkrył starożytny posąg Kryszny, dla którego pomógł wybudować świątynię Madana-mohana (jedną z siedmiu głównych świątyń Vrindavanu). Grób Sanatany znajduje się koło tej świątyni.

## Dzieła
Sanatana Goswamin napisał cztery ważne dzieła teologiczne gaudija wisznuizmu:
- Brihat-bhagawtamrita („Wspaniały Nektar wielbicieli Pana”) w 2500 wersach opisuje hierarchię wielbicieli Kryszny oraz wędrówkę wiecznej duszy do boskiej siedziby Kryszny. Sanatana napisał też komentarz do tego dzieła pt. Dig-darszini.

- Hari-bhakti-wilasa („Oddawanie czci Hari”) współautorem tej książki (napisanej na polecenie Ćajtanji Mahaprabhu) był Gopala Bhatta Goswamin. Opisuje rytuały i normy postępowania wielbicieli Kryszny.

- Kriszna-lila-stawa („Pochwała boskich rozrywek Kryszny”) na podstawie Bhagawatapurana opisuje w 432 wersach rozrywki Boga.

- Brihad Waisznawa Toszani („Ta, która przynosi Wielką Radość wielbicielom Kryszny”)